# Der kleine Bär
Der kleine Bär (engl. Little Bear) ist eine kanadische Zeichentrick-Fernsehserie, in deren Mittelpunkt ein kleiner, verträumter und verspielter Grizzlybär steht. Als Kleiner Bär bezeichnet, erlebt er zusammen mit verschiedenen anderen Tieren diverse Abenteuer. Die von 1995 bis 2001 von Nelvana produzierte und im amerikanischen Fernsehen gezeigte Serie basiert auf der Romanreihe Little Bear, die von 1957 bis 1968 veröffentlicht wurde. Neben der Adaption als Fernsehserie entstanden zudem noch der Film The Little Bear Movie und die Theatervorführung Little Bear: Winter Tales.

## Inhalt
Im Handlungsmittelpunkt steht Kleiner Bär, eine anthropomorphe Tierfigur, die in etwa dem Wesen eines sechsjährigen Jungen entspricht. Als Kind beginnt er, die Welt zu entdecken und es gelingt ihm schnell, Freunde aus dem Tierreich zu finden. Wie er selbst, sind auch diese nach ihrer Art benannt und heißen beispielsweise Eule oder Ente. Dabei verhalten sich die meisten Figuren durchaus menschlich und besitzen bestimmte, aber nicht unbedingt zu ihrer Art passende, Eigenschaften. Dies gilt jedoch nicht für alle auftretenden Figuren, von denen einige wie normale Tiere dargestellt werden und nicht sprechen können. Nach und nach tauchen immer mehr Figuren auf und es werden verschiedenste Abenteuer erzählt, bei denen Kleiner Bär nicht nur erfahrener, sondern auch in der Darstellung erwachsener und größer wird.

## Entstehung und Veröffentlichungen
| Figur       | Originalsprecher  | Deutscher Sprecher       |
| ----------- | ----------------- | ------------------------ |
| Kleiner Bär | Kristin Fairlie   | Ricardo Richter          |
| Kauz        | Amos Crawley      | Joachim Kaps             |
| Ente        | Tracy Ryan        | Helga Sasse              |
| Kater       | Andrew Sabiston   | Nicolas Böll             |
| Vater Bär   | Dan Hennessey     |                          |
| Mutter Bär  | Janet Laine-Green | Kerstin Sanders-Dornseif |
| Linda       | Jennifer Martini  | Giuliana Jakobeit        |

Die Kinderserie wurde im Auftrag des amerikanischen Fernsehsenders Nickelodeon von dem kanadischen Unternehmen Nelvana produziert. Sie basiert dabei auf dem Inhalt und den Zeichnungen der bereits 1957 erschienenen Romanreihe Little Bear, die von der dänischen Autorin Else Holmelund Minarik geschrieben und von dem amerikanischen Zeichner Maurice Sendak illustriert wurde. Die Titelmusik zur Serie wurde von Lesley Barber geschrieben.
Eine erste Staffel mit insgesamt 42 Folgen wurde beginnend am 6. November 1995 erstmals auf Nickelodeon übertragen. Die einzelnen Folgen hatten eine Länge von etwa 8 Minuten. Es wurden jedoch immer drei Folgen zusammengefasst in einem Sendeblock gezeigt, sodass teilweise auch 14 Episoden angegeben werden. Ihr folgte eine zweite Staffel im Jahr 1997, die dem gleichen Schema folgte und aus 45 Folgen bzw. 15 Episoden bestand. In den Folgejahren 1998, 1999 und 2000 erschien jeweils eine weitere Staffel, wovon die beiden ersteren 13 und letztere 10 Episoden umfassten. Die letzte Folge wurde erstmals am 7. November 2003 übertragen. Auch diese Staffeln blieben dem Veröffentlichungsprinzip treu, sodass insgesamt 195 Folgen bzw. 65 Episoden entstanden.
In Deutschland wurde die Serie erstmals vom 5. April bis zum 28. September 1997 auf ZDF im wöchentlichen Turnus gesendet. Dazu wurden die Rechte gemeinsam für ARD, ZDF und KI.KA erworben, sodass die Serie später auch täglich auf KI.KA zu sehen war. Im ZDF wurden ursprünglich nicht alle Folgen gezeigt, so dass die vollständige Erstausstrahlung im öffentlich-rechtlichen Fernsehen auf KI.KA erfolgte. Seitdem wurde die Serie mehrmals auf KI.KA, später auf dem Premieresender Junior sowie auf Anixe SD wiederholt.

## Film
Aufbauend auf der Serie wurde am 7. August 2001 der 74 Minuten lange Film Der kleine Bär und die große Wildnis (im Original: The Little Bear Movie) von Paramount Home Entertainment auf DVD veröffentlicht. Ein Großteil des Produktionsstabes der Serie, einschließlich der Synchronsprecher, wurde dabei übernommen. Regie führte Raymond Jafelice, und die Handlung wurde von Nancy Barr ausgearbeitet. Die Produktion der Titelmusik und Zwischenstücke übernahm, wie schon bei der Serie, Lesley Barber. In Deutschland wurde der Film am 5. Mai 2003 auf DVD und VHS veröffentlicht.

## Theater
In Kanada wurde die Serie als Musical unter dem Titel Little Bear: Winter Tales als Theatervorführung adaptiert, die 2007 an verschiedenen Orten gezeigt wurde. Das Stück wurde von Paquin Entertainment entworfen und von Koba Entertainment produziert.

## Rezeption
Laut der Organisation Parents’ Choice soll die Serie für Kinder im Alter von zwei bis fünf Jahren geeignet sein und erhielt dafür das Siegel Recommended (dt. empfohlen). Bei den kanadischen Gemini Awards konnte die Serie im Jahr 1998 den Preis für die beste Vorschul-Serie gewinnen.